# ASD Imperia
ASD Imperia (wł. Associazione Sportiva Dilettantistica Imperia) – włoski klub piłkarski, mający siedzibę w mieście Imperia, w północno-zachodniej części kraju, grający od sezonu 2020/21 w rozgrywkach Serie D.

## Historia
Chronologia nazw:
- 1923: Unione Sportiva Imperia
- 1988: klub rozwiązano
- 1988: Associazione Sportiva Imperia '87
- 1992: Associazione Calcio Imperia
- 1998: Imperia Calcio
- 2001: Unione Sportiva Imperia 1923
- 2008: klub rozwiązano
- 2008: Associazione Sportiva Dilettantistica Imperia Calcio – po reorganizacji ASD Progetto Olimpia
- 2012: klub rozwiązano
- 2012: Associazione Sportiva Dilettantistica Imperia – po odkupieniu licencji od ASD Pro Imperia

Klub sportowy US Imperia został założony w miejscowości Imperia w 1923 roku. Klub dołączył do FIGC i w sezonie 1926/27 debiutował w rozgrywkach Terza Divisione Ligure (D4), zajmując trzecie miejsce w grupie A. W 1928 awansował do Seconda Divisione Nord. W sezonie 1929/30 po podziale najwyższej dywizji na Serie A i Serie B poziom Seconda Divisione został zdegradowany do czwartego stopnia. W 1930 zespół otrzymał promocję do Prima Divisione. W sezonie 1935/36 jako trzeci poziom została wprowadzona Serie C, a klub został zakwalifikowany do grupy C Serie C. Po zakończeniu sezonu 1938/39 z powodu trudności ekonomicznych klub zrezygnował z dalszych występów w Serie C i dobrowolnie spadł do Prima Divisione Ligure (D4). W sezonie 1939/40 był trzecim w grupie C Prima Divisione Ligure, ale potem z powodu II wojny światowej zawiesił działalność.
Po zakończeniu II wojny światowej, klub wznowił działalność w 1945 roku i został zakwalifikowany do Prima Divisione Ligure. W 1946 z powodów antyfaszystowskich otrzymał promocję do Serie C. W 1948 roku w wyniku reorganizacji systemu lig został zdegradowany do Promozione Nord. W 1952 po kolejnej reorganizacji systemu lig klub spadł do Promozione Ligure (D5). W sezonie 1958/59 zwyciężył w grupie A Campionato Dilettanti Ligure i został promowany do Serie D. W 1970 zespół otrzymał promocję do Serie C, a w 1972 spadł do Serie D. W 1978 wrócił do Serie C. Przed rozpoczęciem sezonu 1978/79 Serie C została podzielona na dwie dywizje: Serie C1 i Serie C2, a klub został przydzielony do Serie C2. W 1980 znów został zdegradowany do Serie D, która została piątym poziomem ligowym. Ale po roku wrócił do Serie C2. W 1985 roku zespół spadł do Campionato Interregionale (D5), a w 1987 do Promozione Ligure. Po zakończeniu sezonu 1987/88 klub został zdyskwalifikowany z mistrzostw za opóźnienia finansowe.
W 1988 roku głównym klubem miasta został AS Imperia '87, który powstał w 1987 roku i w sezonie 1987/88 zwyciężył w Terza Categoria Liguria (D10), awansując do Seconda Categoria Liguria. W 1990 roku zespół został promowany do Prima Categoria Liguria, a w następnym roku do Promozione Liguria. W 1992 klub zmienił nazwę na AC Imperia, a w 1993 awansował do Eccellenza Liguria, która w 1996 została przemianowana na Campionato Nazionale Dilettanti. W 1998 klub zmienił nazwę na Imperia Calcio, a w 1999 otrzymał promocję do Serie C2. Jednak po roku wrócił do piątej ligi, zwanej ponownie Serie D. W 2001 klub przyjął nazwę US Imperia Calcio 1923. W 2004 został zdegradowany otrzymał promocję do Eccellenza Liguria, a po dwóch sezonach wrócił do  Serie D. W sezonie 2007/08 klub zajął 15.miejsce w grupie A Serie D, ale potem nie przystąpił do baraży play-out, wskutek czego 19 maja 2008 został zdyskwalifikowany przez FIGC z rozgrywek krajowych.
W 2008 roku inny miejski klub ASD Progetto Olimpia, uczestniczący w mistrzostwach Seconda Categoria Liguria zmienił nazwę na ASD Imperia Calcio. W 2009 zespół awansował do Prima Categoria Liguria, w 2010 do Promozione Liguria, a w kolejnym roku do Eccellenza. W sezonie 2011/12 klub zajął 5.miejsce w Eccellenza Liguria, ale potem po zrzeczeniu się rejestracji w mistrzostwach Eccellenza został rozwiązany.
Latem 2012 roku klub ASD Pro Imperia zgodnie z porozumieniami ze zlikwidowanym klubem przyjął nazwę ASD Imperia. W sezonie 2012/13 zajął 18.miejsce w grupie A Serie D i spadł do Eccellenza Liguria. Przed rozpoczęciem sezonu 2014/15 wprowadzono reformę systemy lig, wskutek czego Eccellenza awansowała na piąty poziom. W sezonie 2019/20 zwyciężył w Eccellenza Liguria i awansował do Serie D.

## Barwy klubowe, strój
|  |  |

Klub ma barwy czarno-niebieskie. Zawodnicy domowe spotkania zazwyczaj grają w pasiastych pionowo czarno-niebieskich koszulkach, czarnych spodenkach oraz czarnych getrach.

## Sukcesy

### Trofea międzynarodowe
Nie uczestniczył w rozgrywkach europejskich (stan na 31-05-2020).

### Trofea krajowe
| \| \| Zdobyte trofea w rozgrywkach Włoch (stan na: 31-08-2020) \| |                                                          |      |          |
| Rozgrywki                                                         | Osiągnięcie                                              | Razy | Sezon(y) |
| · Mistrzostwo                                                     | I miejsce                                                | 0    |          |
| · Mistrzostwo                                                     | II miejsce                                               | 0    |          |
| · Mistrzostwo                                                     | III miejsce                                              | 0    |          |
| · Puchar                                                          | zdobywca                                                 | 0    |          |
| · Puchar                                                          | finalista                                                | 0    |          |
| · Puchar                                                          | 1/16 finału                                              | 1    | 1938/39  |
| II liga                                                           | I miejsce                                                | 0    |          |
| II liga                                                           | II miejsce                                               | 0    |          |
| II liga                                                           | III miejsce                                              | 0    |          |
| Włochy                                                            | Zdobyte trofea w rozgrywkach Włoch (stan na: 31-08-2020) |      |          |

- Prima Divisione (D3):
  - 3.miejsce (1x): 1933/34 (E)

## Struktura klubu

### Stadion
Klub piłkarski rozgrywał swoje mecze domowe na Stadio Nino Ciccione w mieście Imperia o pojemności 3,3 tys. widzów.

### Derby
- Albenga Calcio 1928
- Baia Alassio Calcio
- FBC Veloce 1910
- Pro Savona Calcio
- Sanremese Calcio
- ASD Speranza FC 1912
- Ilva Savona
- Ventimigliese Calcio